# Мафат

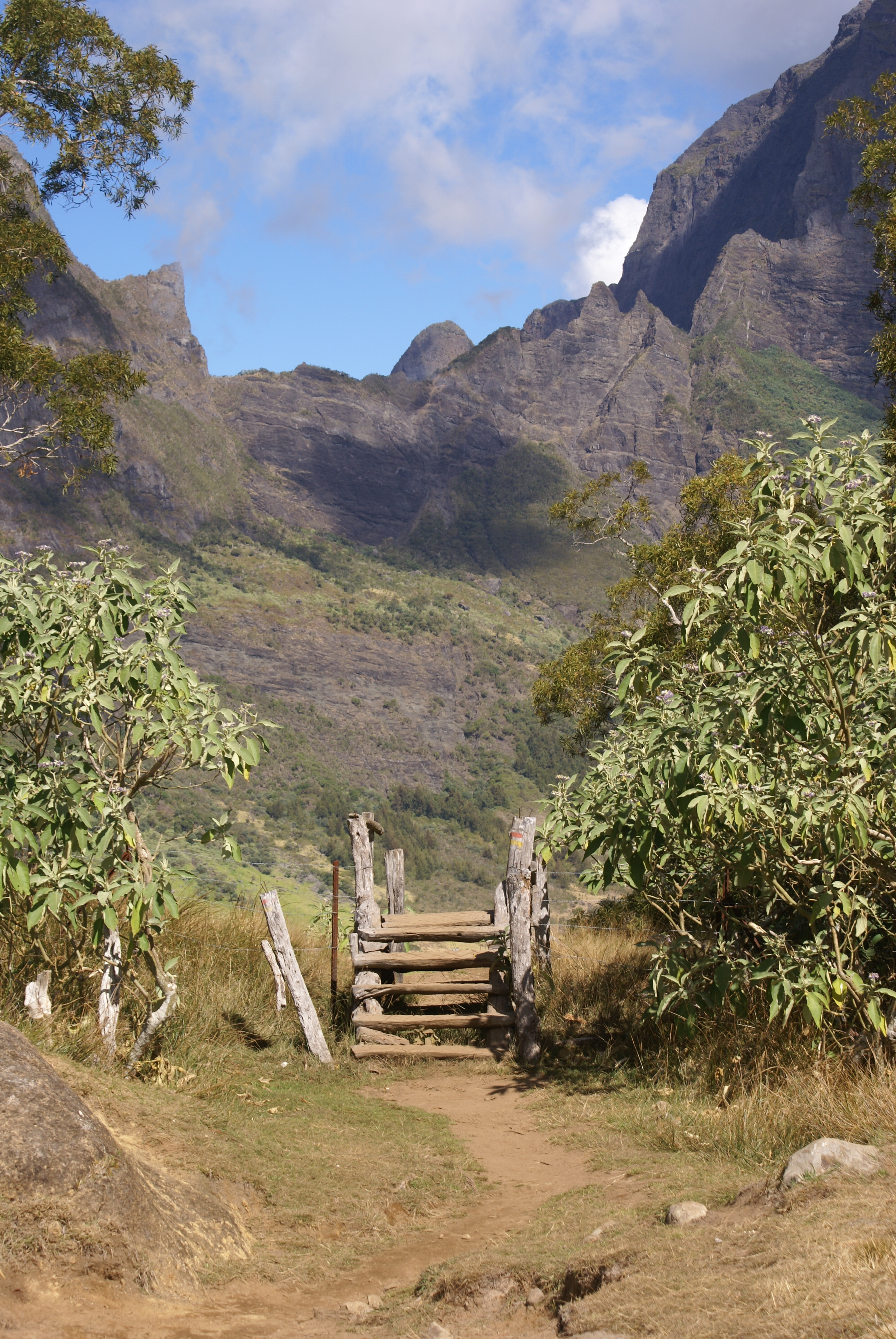
Перелаз на тропе

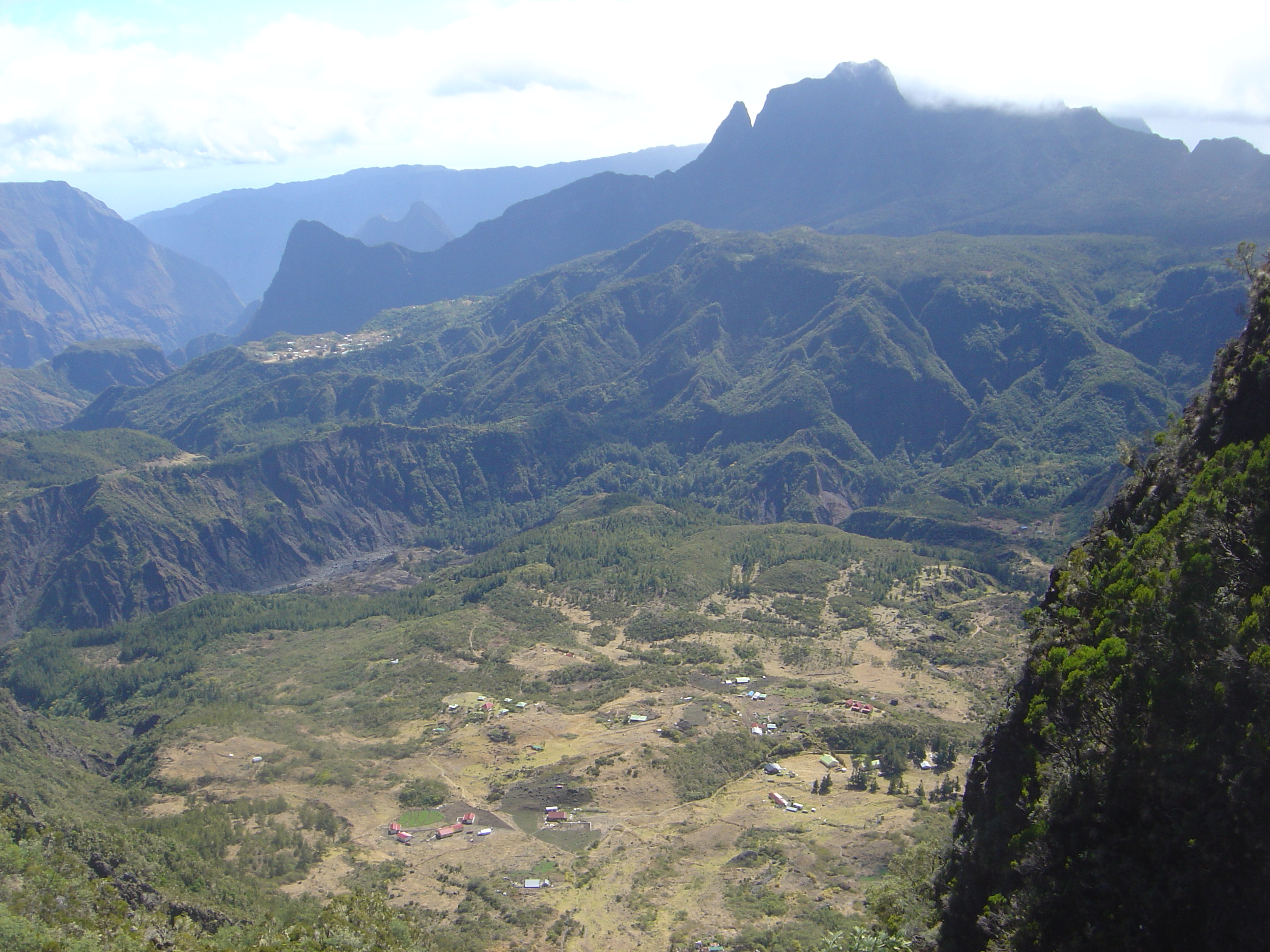

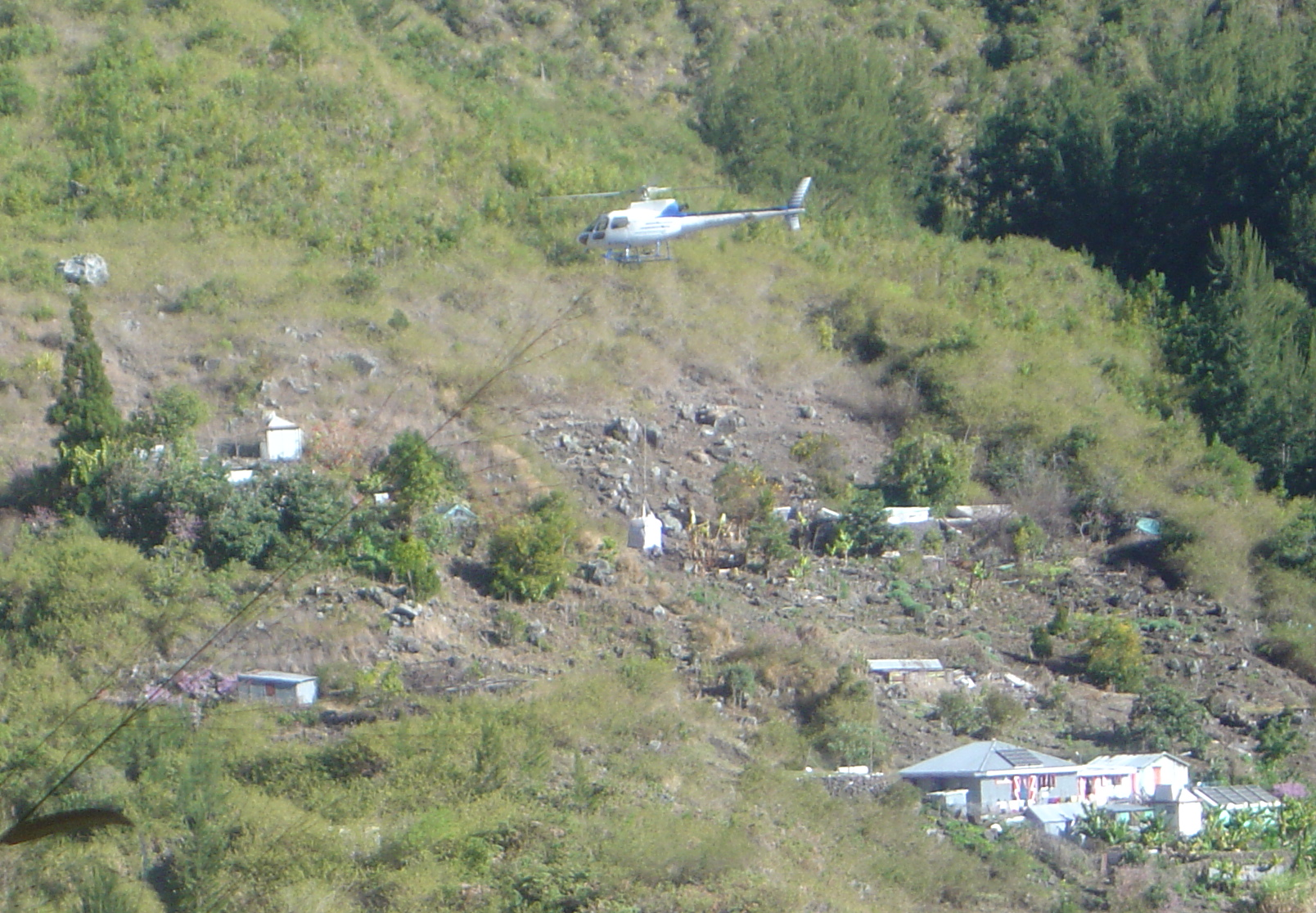
Вертолёт над Рош-Плате

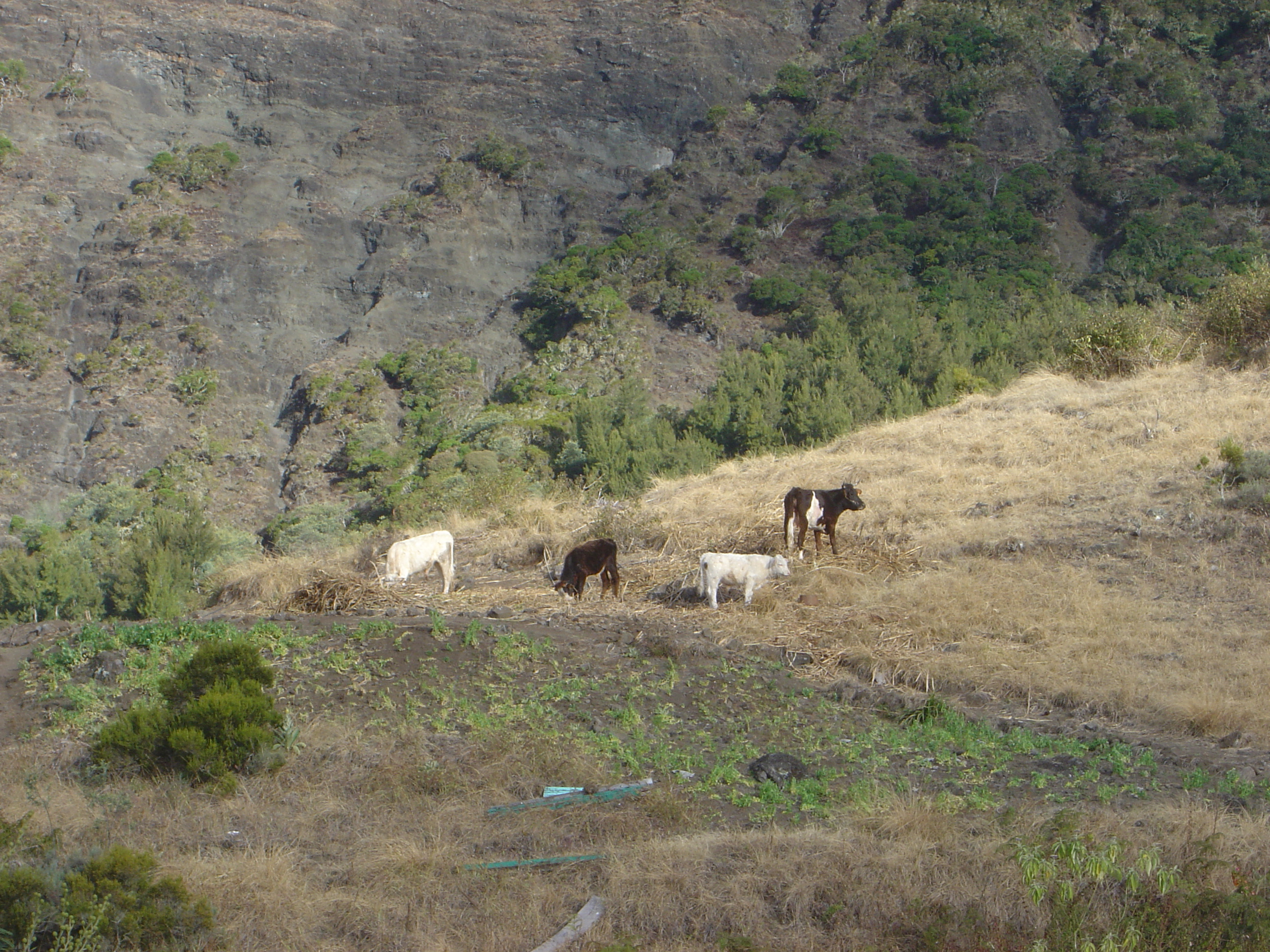
Местные жители часто выращивают несколько культур по типу чечевицы, и держат несколько голов крупного рогатого скота.

Мафат (фр. Cirque de Mafate) — кальдера на острове Реюньон (Франция; расположен в Индийском океане). Она образовалась в результате обрушения большого щитового вулкана Питон-де-Неж.
Очень удаленная и труднодоступная кальдера была заселена в XIX веке рабами-маронами, а затем бедняками из числа белых рабочих. Своим названием он обязан одному из вождей марунов.

## География
Кальдера полностью окружена горами, особенно высокими скалами, известными как ремпарты, за исключением единственной реки, выходящей из него. Внутри кальдеры имеются значительные уклоны
Название "Мафат" происходит от малагасийского слова "махафати", что означает "смертельный", намекая на трудность достижения кальдеры.

## Население
В кальдере есть одна деревня, Ла-Нувель, и несколько деревушек: Марла, Рош-Плат, Олет-о-Оранж, Гранд-Плас и т. д.
Мафат - это полностью государственная собственность, управляемая Лесной службой, у которой жители арендуют недорогие концессии.
Основного электроснабжения нет. Поэтому жители производят электроэнергию самостоятельно, используя солнечные панели и иногда дизельные генераторы. Однако топливо для последних приходится доставлять вертолетом по высокой цене. Из-за ограниченного количества доступной электроэнергии жители систематически используют энергосберегающие лампочки.
Аналогичным образом все жители используют солнечные водонагреватели. Их можно дополнить газовыми обогревателями, но газовые баллоны также нужно доставлять вертолетом.

## Услуги
В Ла-Нувеле и деревнях есть продуктовые магазины, где можно купить основные продукты. Обычно эти магазины также предлагают ограниченные услуги бара и ресторана (горячий кофе и местный фастфуд, такой как самосы).
Многие жители открыли gîtes (общежития, туалеты и душевые), где туристы могут остановиться на ночь, а часто и пообедать за плату.
В Ла-Нувеле и нескольких деревнях есть начальные школы. В 2005 году школа в Марле вновь открылась с 6 учениками после того, как была закрыта из-за недостаточного набора. Нет ни средних, ни высших учебных заведений.
Есть несколько амбулаторий, между которыми поочередно дежурят несколько медсестер, а также запланированные визиты врача, но нет постоянных медицинских учреждений. Все экстренные случаи приходится эвакуировать на вертолете. Жандармерии нет.

## Транспорт
Одной из особенностей Мафате является отсутствие дорог. Из-за этого он является главной достопримечательностью для туристов, желающих насладиться нетронутой природой, при этом пользуясь продуктовыми магазинами и другими удобствами. По этой причине, с предстоящим созданием национального парка на высотах Реюньона, кажется маловероятным, что дороги когда-либо будут построены.
Весь доступ, включая доставку припасов, осуществляется пешком или на вертолете. Есть несколько пешеходных троп, по которым можно добраться до цирка, среди которых:
- По Col des Bœufs («перевал быков») от кальдеры Салази, ведущий к La Nouvelle. Этот путь самый простой, так как к парковкам на перевале ведет лесная дорога.
- По Col du Taïbit от Cirque de Cilaos.
- По Canalisation des Orangers на высотах Сен-Поль(Реюньон).